# Proteopharmacis subocellata
Proteopharmacis subocellata är en fjärilsart som beskrevs av Butler 1882. Proteopharmacis subocellata ingår i släktet Proteopharmacis och familjen mätare. Inga underarter finns listade i Catalogue of Life.